# Bahnhof Hamburg Landungsbrücken
Bahnhof Hamburg Landungsbrücken föld alatti S-Bahn- és metróállomás Németországban, Hamburgban a City-S-Bahn Hamburg vonalon. Az állomás Hamburg-Neustadt egyik fontos közlekedési csomópontja. Az U-Bahn és az S-Bahn közötti átszállóállomás, amelyhez busz- és kompkapcsolat is tartozik. Régebben villamosjárat-összeköttetés is volt itt. A metróállomás Hamburg egyik legrégebbi állomása, és műemlékvédelem alatt áll. 29 000 ember használja naponta.

## Vasútvonalak
Az állomást az alábbi vasútvonalak érintik:
- City-S-Bahn Hamburg

## Forgalom
| Járat                            | Útvonal |
| -------------------------------- | --- |
| verweis=U-Bahn-Linie 3 (Hamburg) | Barmbek – Saarlandstraße – Borgweg (Stadtpark) – Sierichstraße – Kellinghusenstraße – Eppendorfer Baum – Hoheluftbrücke – Schlump – Sternschanze – Feldstraße (Heiligengeistfeld) – St. Pauli – Landungsbrücken – Baumwall (Elbphilharmonie) – Rödingsmarkt – Rathaus – Mönckebergstraße – Hauptbahnhof Süd – Berliner Tor – Lübecker Straße – Uhlandstraße – Mundsburg – Hamburger Straße – Dehnhaide – Barmbek – Habichtstraße – Wandsbek-Gartenstadt                                                                     |
| S 1                              | Wedel – Rissen – Sülldorf – Iserbrook – Blankenese – Hochkamp – Klein Flottbek – Othmarschen – Bahrenfeld – Ottensen – Altona – Königstraße – Reeperbahn – Landungsbrücken – Stadthausbrücke – Jungfernstieg – Hauptbahnhof – Berliner Tor – Landwehr – Hasselbrook – Wandsbeker Chaussee – Friedrichsberg – Barmbek – Alte Wöhr (Stadtpark) – Rübenkamp – Ohlsdorf – (Abzweig zum Flughafen) – Kornweg (Klein Borstel) – Hoheneichen – Wellingsbüttel – Poppenbüttel \ Streckenast Flughafen – Hamburg Airport (Flughafen) |
| verweis=S-Bahn Hamburg           | Altona – Holstenstraße – Sternschanze – Dammtor – Hauptbahnhof – Berliner Tor – Rothenburgsort – Tiefstack – Billwerder-Moorfleet – Mittlerer Landweg – Allermöhe – Nettelnburg – Bergedorf – Reinbek – Wohltorf – Aumühle |
| S 3                              | Pinneberg – Thesdorf – Halstenbek – Krupunder – Elbgaustraße – Eidelstedt – Stellingen (Arenen) – Langenfelde – Diebsteich – Altona – Königstraße – Reeperbahn – Landungsbrücken – Stadthausbrücke – Jungfernstieg – Hauptbahnhof – Hammerbrook (City Süd) – Elbbrücken – Veddel (BallinStadt) – Wilhelmsburg – Harburg – Harburg Rathaus – Heimfeld (TU Hamburg) – Neuwiedenthal – Neugraben |

## Kapcsolódó állomások
A vasútállomáshoz az alábbi állomások vannak a legközelebb:
- Bahnhof Reeperbahn (Pinneberg station, City-S-Bahn Hamburg, S3)
- Bahnhof Hamburg-Stadthausbrücke (Poppenbüttel station, Hamburg Airport station, Stade station, City-S-Bahn Hamburg, S1, S3)
- Bahnhof Reeperbahn (Wedel station, S1)
- Bahnhof Reeperbahn (S-Bahnhof Hamburg-Altona, S2)